# Ritratto di giovane con liuto
Il ritratto di giovane con liuto, olio su tavola, è un'opera giovanile di Agnolo di Cosimo, detto il Bronzino.

## Descrizione

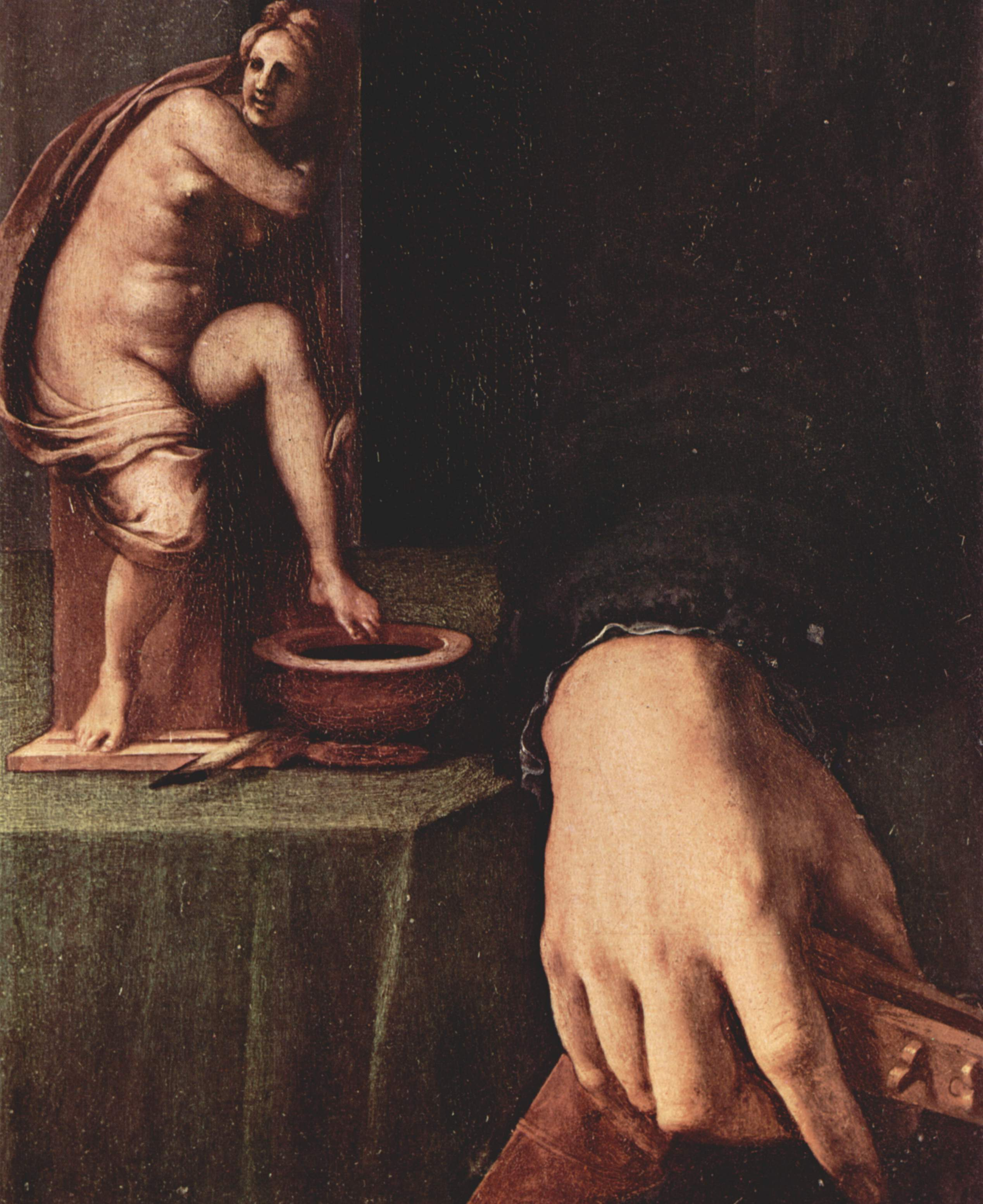
Agnolo Bronzino, Ritratto di giovane con liuto, dettaglio

Nell'inventario manoscritto degli Uffizi, redatto nel 1704, questo dipinto è già attribuito al Bronzino e tale attribuzione è stata sempre  considerata valida. Non si conosce il nome del personaggio raffigurato. Probabilmente si tratta di uno dei ritratti ai quali Giorgio Vasari ha accennato, scrivendo che sono riferibili alla fase giovanile del Bronzino.
Un disegno preparatorio di questo dipinto si trova nella Collezione Devonshire a Chatsworth House, nel Derbyshire: una volta era attribuito al Pontormo, poi è stato accostato al Ritratto di giovane con liuto del Bronzino che è agli Uffizi.
Una piccola scultura, raffigurante una donna nuda (forse Venere) in atto di immergere il piede sinistro una vasca tonda, è posta sopra un tavolo coperto da un panno verde, accanto al musicista. Sullo sfondo è accennato uno spazio d'interno, con due porte. Il giovane ha in testa un berretto ed è chiuso in un severo ed ampio abito scuro, su cui spicca il piccolo collo bianco della camicia. Non suona lo strumento e il suo sguardo è rivolto fissamente di lato. Una luce intensa cade sulle sue mani, in primo piano. Mani espressive, dalle dita forti e allungateː tipica cifra del Bronzino.